# 메타마스크
메타마스크(MetaMask)는 이더리움 블록체인과 상호 작용하는 데 사용되는 소프트웨어 암호화폐 지갑이다. 이를 통해 사용자는 브라우저 확장이나 모바일 앱을 통해 자신의 이더리움 지갑에 액세스할 수 있으며, 이를 통해 분산형 애플리케이션과 상호 작용할 수 있다. 메타마스크는 이더리움 기반 도구 및 인프라에 중점을 둔 블록체인 소프트웨어 회사인 컨센시스에서 개발했다.